# Microsporidiose
 Mise en garde médicale
Les microsporidioses sont des maladies opportunistes causées par la présence dans l'organisme de parasites appelés microsporidies. Les espèces de microsporidies les plus fréquemment retrouvées chez l'Homme sont l'espèce Enterocytozoon bieneusi et celles du genre Encephalitozoon.

## Historique
La première espèce de microsporidies, Nosema bombycis, fut identifiée par Karl Wilhelm von Nägeli en 1857. Cette microsporidie est responsable de la pébrine du ver à soie. En 1927, au Brésil, une microsporidie est identifiée pour la première fois chez l'Homme. Les espèces Enterocytozoon bieneusi et Encephalitozoon intestinalis furent découvertes respectivement en 1985 par Desportes et en 1992 par Orenstein chez des individus atteints du SIDA.

## Définition
Les microsporidioses sont des infections opportunistes dues aux microsporidies, parasites à développement intracellulaire obligatoire. La spore est retrouvée généralement dans les entérocytes, le tractus biliaire, les cellules hépatiques, l'arbre trachéo-bronchique et dans l'épithélium nasal chez l'Homme.
Les microsporidioses touchent surtout des individus immunodéprimés en particulier les patients atteints du SIDA.

## Signes cliniques
Il existe différentes espèces de microsporidies provoquant différentes microsporidioses. Chaque espèce entrainant des symptômes variés.

On rencontre fréquemment :
- des diarrhées chroniques causées par les espèces Enterocytozoon bieneusi, Encephalitozoon intestinalis ;

- des infections multiples (urinaires, intestinales, musculaires, oculaires et disséminées) causées par le genre Encephalitozoon (intestinalis, hellem, cuniculi), le genre Trachipleistora (hominis et anthropophtera), Pleistophora ssp, Vittaforma cornae, Brachiola connori et Brachiola vesicularum ;

- des atteintes de l'appareil pulmonaire (rhinite, bronchite…) causées par Enterocytozoon bieneusi, le genre Encephalitozoon (intestinalis, hellem, cuniculi), Trachipleistora hominis ;

- des kératoconjonctivites causées par Brachiola algerae, Nosema ocularum, Trachipleistora hominis, le genre Encephalitozoon (cuniculi, hellem, intestinalis).

## Mise en évidence de la microsporidiose
Les microsporidioses humaines peuvent être mises en évidence de différentes manières. On peut tout d'abord rechercher la présence de spores dans les selles avec un examen parasitologique par des méthodes de coloration (à l'Unitex 2B, le Trichrome modifié, le Calcofluor white M2R) ou d'immunofluorescence indirecte ou encore par microscopie électronique.
Il est aussi possible d'effectuer un sérodiagnostic avec mise en évidence de la présence d'anticorps dirigés contre les microsporidies. Cette méthode est toutefois peu fiable chez les sujets immunodéprimés. En effet, ces sujets développent très peu d'anticorps.

## Traitement
Il existe, à ce jour, principalement deux molécules utilisées contre les microsporidioses :
- l'albendazole, molécule empêchant la multiplication des microsporidies en bloquant la polymérisation des microtubules. Elle agit principalement sur le genre Encephalitozoon ;
- la fumagilline qui bloque aussi la division du parasite et agit sur Encephalitozoon cuniculi. Cette molécule peut cependant être toxique donc son utilisation reste limitée.

D'autres molécules telles que la nikkomycine Z ou les fluoroquinolones, présentent des intérêts thérapeutiques mais sont peu efficaces. On les associe alors avec l'albendazole ou la fumagilline.
Des recherches sont en cours pour trouver des molécules capables d'empêcher la germination des spores.
La trithérapie est aussi considérée comme un traitement contre les microsporidioses. En effet, elle est utilisée pour traiter les patients atteints du SIDA, elle entraîne une augmentation du nombre de lymphocytes CD4+, les principaux acteurs du système immunitaire et permet donc de lutter contre les maladies opportunistes dont les microsporidioses.